# صحرای بزرگ آفریقا
صحرای بزرگ آفریقا بزرگ‌ترین صحرای گرم جهان، سومین بیابان بزرگ (پس از بیابان جنوبگان و شمالگان) با مساحتی معادل ۹ میلیون و ۲۰۰ هزار کیلومتر مربع در شمال آفریقا واقع شده‌است. حدود دویست میلیون نفر در این ناحیه زندگی می‌کنند که اکثراً مردمان صحرانشین بخش‌هایی از کشورهای مصر ،لیبی، تونس، صحرای غربی موریتانی، مراکش و الجزایر هستند.
این صحرا بخش قابل توجهی از شمال آفریقا را فرا گرفته و مناطق حاصلخیز ساحل دریای مدیترانه، کوه‌های اطلس در مغرب عربی و دره نیل در مصر و سودان را مستثنی می‌نماید.
از شرق دریای سرخ و شمال دریای مدیترانه شروع شده و به سمت غرب تا اقیانوس اطلس کشیده می‌شود، جایی که منظر تدریجاً از صحرا به مناطق ساحلی تغییر می‌کند. به جنوب از آن، مرزش با ساحل قرار دارد، یک ناحیه کمی‌خشک و جنوب منطقه ساحلی آفریقای جنوب صحرا. صحرای بزرگ آفریقا قابل تقسیم به چند منطقه است، از جمله صحرای غربی، رشته‌کوه هقار، کوهستان تیبستی، کوهستان آیر، صحرای تنره، و صحرای لیبی.
برای صدها هزار سال، صحرای بزرگ آفریقا بین صحرا و گیاهان چمنزار ساوانا به دوره ۲۰٬۰۰۰ ساله‌ای تغییر کرده‌است که توسط پیش‌روی انحراف محوری (حدود ۲۶٬۰۰۰ سال) به دور خورشید در اثر حرکت تقدیمی ایجاد می‌شود، که موقعیت مونسون شمال آفریقا را تغییر می‌دهد.

## موقعیت جغرافیایی

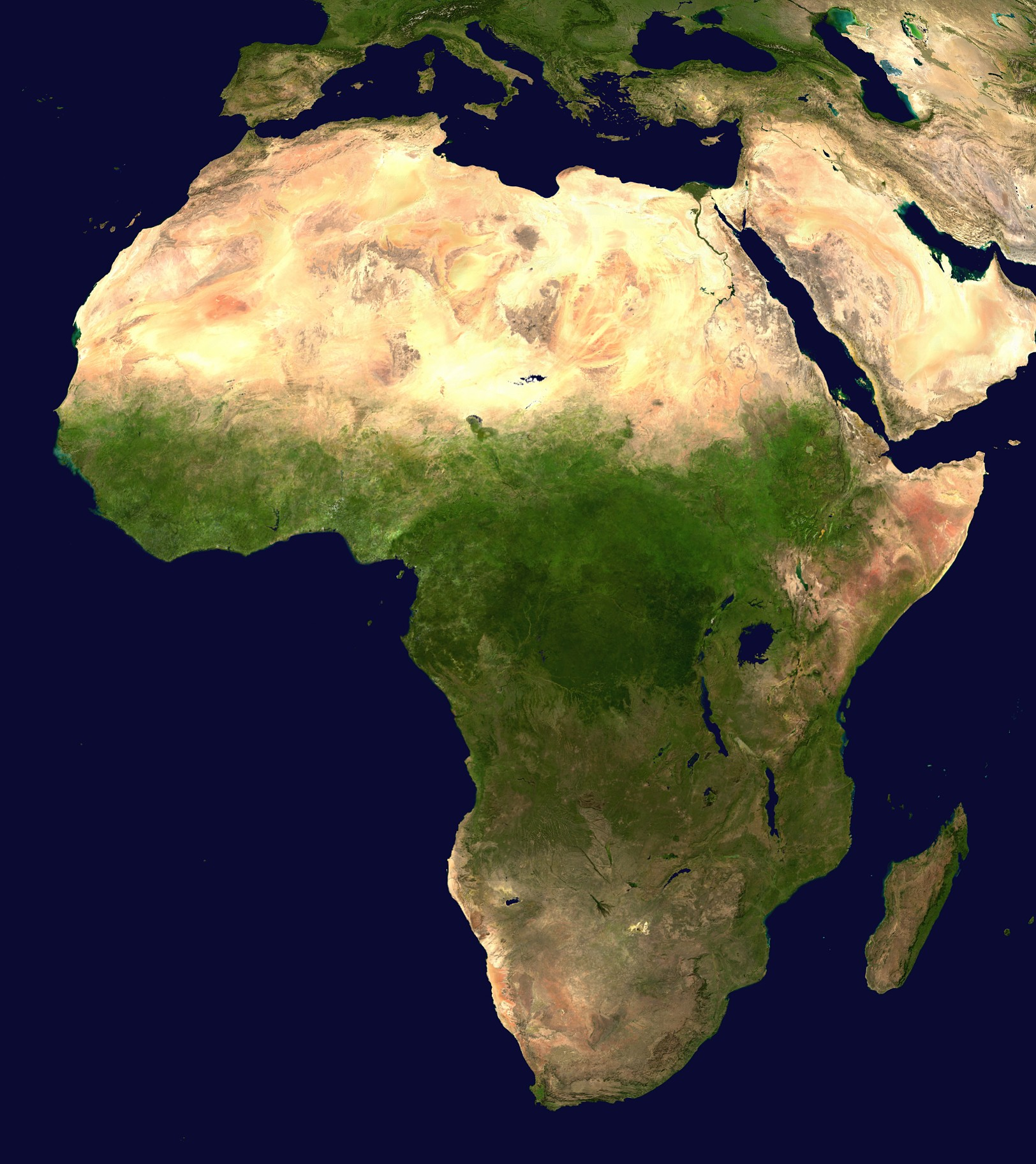
یک عکس ماهواره ای ترکیبی از آفریقا در طرح ریزی املایی. این تصویر «تیله آبی» ناسا است که با استفاده از برنامه Art of Illusion به عنوان یک بافت روی کره اعمال شده است. مرکز رصدگر در (۰ درجه شمالی، ۱۵ درجه شرقی)، در فاصله ماه بالاتر از زمین قرار دارد.

این بیابان بزرگ از غرب به اقیانوس اطلس، از شمال به کوه‌های اطلس و دریای مدیترانه، از سوی شرق به دریای سرخ و مصر و از جنوب به سودان و درهٔ رود نیل محدود می‌شود. صحرای بزرگ، قاره آفریقا را به دو بخش تقسیم می‌کند به نام‌های: شمال آفریقا و آفریقای سیاه. انسان در لبه‌های صحرا به مدت ۵۰۰٬۰۰۰ سال زیسته‌است. قدمت این صحرا را دو و نیم میلیون سال می‌دانند.
این صحرا بزرگ‌ترین بیابان گرم جهان و سومین منطقه بی‌درخت بزرگ پس از جنوبگان و شمالگان است. مساحت آن با چین یا ایالات متحده قابل مقایسه است.
صحرای بزرگ آفریقا بخش اعظم شمال آفریقا را شامل می‌شود، به استثنای منطقه حاصلخیز سواحل دریای مدیترانه، کوه‌های اطلس در مغرب و دره نیل در مصر و سودان. این صحرا از دریای سرخ در شرق و دریای مدیترانه در شمال تا اقیانوس اطلس در غرب امتداد دارد، جایی که منظره به تدریج از صحرا به دشت‌های ساحلی تغییر می‌کند. منطقه‌ای موسوم به ساحل صحرا مانند کمربندی مرز جنوبی صحرای بزرگ را تشکیل می‌دهد.
صحرای بزرگ آفریقا را می‌توان به چندین منطقه تقسیم کرد از جمله: صحرای غربی، رشته‌کوه هوقار، کوهستان تبیستی، کوهستان آیر، تنره و صحرای لیبی.
دما در صحرا در هنگام روز و در سایه به ۵۷ درجهٔ سانتی‌گراد می‌رسد و هنگام شب به علت کمبود رطوبت دما به زیر صفر درجهٔ سانتی گراد می‌رسد. بلندترین تپه‌های ماسه‌ای جهان در این بیابان وجود دارد که ارتفاع آن‌ها گاهی به ۴۳۰ متر می‌رسد. هوا در شب‌های صحرای بزرگ آفریقا در حدود ۱۰ درجه زیر صفر است.

## مردم‌شناسی
بیشتر مردم صحرای بزرگ از تبار قوم بربر هستند که از گروه‌های معروف و بزرگ کوچ‌نشین آن‌ها در صحرا می‌توان طوارق و صنهاجه را نام برد. با این وجود گویش‌های عربی از رایج‌ترین گویش‌ها در گسترهٔ این صحرا است.

## آب و هوا
خشکی و سبزی تناوبی

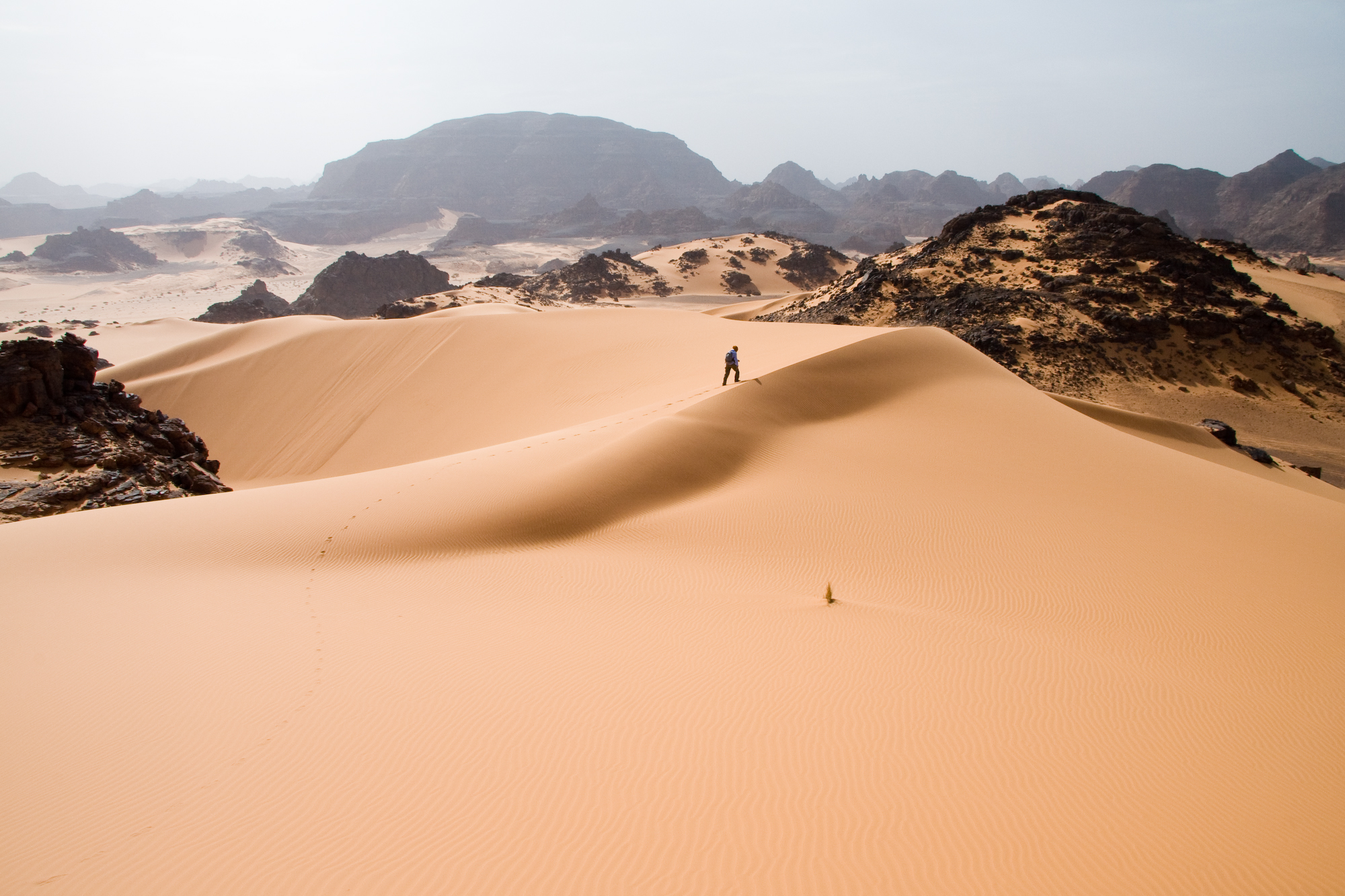
صحرای بزرگ آفریقا - لیبی

طی چند صد هزار سال، صحرای بزرگ آفریقا در یک چرخه ۲۰٬۰۰۰ ساله به‌طور متناوب تبدیل به دشت‌های سبز و سپس بیابان شده‌است. این امر به خاطر حرکت تقدیمی محور زمین در جریان گردش زمین به دور خورشید رخ می‌دهد زیرا این حرکت تقدیمی به‌طور متناوب محل بادهای موسمی آفریقای شمالی را تغییر می‌دهد. پیش‌بینی می‌شود این منطقه در حدود ۱۵۰۰۰ سال دیگر (سال ۱۷٬۰۰۰ میلادی) دوباره سبز شود.
به همین خاطر، در طول آخرین دوره یخبندان، در حدود ۵۶۰۰ سال پیش، صحرا دارای آب و هوای مرطوب بوده و سنگواره جاندارانی مثل تمساح که بدون آب نمی‌تواند زندگی کند یافت شده‌است. آثار حکاکی انسان شامل جانوران آبی مانند تمساح نیز در این محل یافت شده‌است. اما امروزه به جز نواحی کوچکی در پیرامون درهٔ رود نیل و بخش‌های مجزای کوچک دیگر، این ناحیه عاری از پوشش گیاهی سبز است.

## اقلیم و منابع آبی
صحرای بزرگ بسیار خشک است و میانگین بارندگی در آن کمتر از ۱۰۰ میلی‌متر در سال است. روزها بسیار گرم است و شب‌ها نسبتاً سرد (این پدیده در بیشتر کویرها رخ می‌دهد). از سوی دیگر، هنگامی که باران می‌بارد، این اتفاق می‌تواند کاملاً غیرمنتظره و به‌صورت باران‌های سنگین رخ دهد. این امر می‌توانند برای مسافران خطرناک باشد زیرا خشکرودهایی که آب از طریق آن تخلیه می‌شوند توسط رهگذران به عنوان راه و مسیر استفاده می‌شوند. گاه اتفاق می‌افتد که مسافری نمی‌تواند به موقع خشکرود (مسیل طبیعی) را ترک کند و در بیابان غرق می‌شود.
صحرا عمدتاً از مناطق صخره‌ای تشکیل شده‌است. فقط در حدود ۲۰٪ صحرای بزرگ با تپه‌های شنی و ماسه‌ای پوشیده شده‌است. این تپه‌ها در حال جابه‌جایی هستند و حرکتی آهسته دارند به طوری که یک شنزار می‌تواند مکان خود را طی هزاران سال به‌طور کامل تغییر دهد. بیشتر رشته‌کوه‌های صحرای بزرگ منشأ آتشفشانی دارند.
در زیر زمین صحرای بزرگ تعدادی سفره بسیار بزرگ از آب زیرزمینی وجود دارد که آب آن از زمانی که این محل هنوز چمنزار بوده ذخیره شده‌است. به این آب‌ها اصطلاحاً آب فسیلی می‌گویند. این آب در نقاط مختلف بیابان به سطح می‌آید و تشکیل واحه می‌دهد.
در صحرای آفریقا واحه‌های بسیار ی وجود دارد. واحه یک آبادی کوچک است در بیابان، در محلی که آب به دست می‌آید. بزرگ‌ترین واحه‌های صحرای آفریقا در کنار رود نیل است. این واحه‌ها جمعیت بسیار دارند. اما بسیاری از واحه‌ها کوچکند و دهات کوچک دارند. آب خوراکی ساکنان واحه‌ها از چاه فراهم می‌شود. از این چاه‌ها به‌طور سنتی با چرخ و دلو آب می‌کشیده‌اند. چرخ چاه را به کمک شتران می‌چرخاندند. برای آبیاری کشتزارها نیز از آب چاه استفاده می‌کنند. مهم‌ترین محصول واحه‌ها خرما است.
خانه‌های دهات در واحه‌ها همه از گل و خشت بوده‌است. دیوارهای ضخیم این خانه‌ها از نفوذ حرارت خارج در اتاق‌ها جلوگیری می‌کند. روستانشینان کالاهای خود را به چادرنشینان می‌فروشند و از آنان چیزهای دیگر می‌خرند. در صحراهای آفریقا بیشتر با شتر سفر می‌کردند. اما امروز اتوبوس هم بین بعضی واحه‌ها رفت‌وآمد می‌کند. توجه بعضی کشورها به صحرای آفریقا افزایش یافته، زیرا در آن منابع نفت کشف کرده‌اند.

## منابع طبیعی

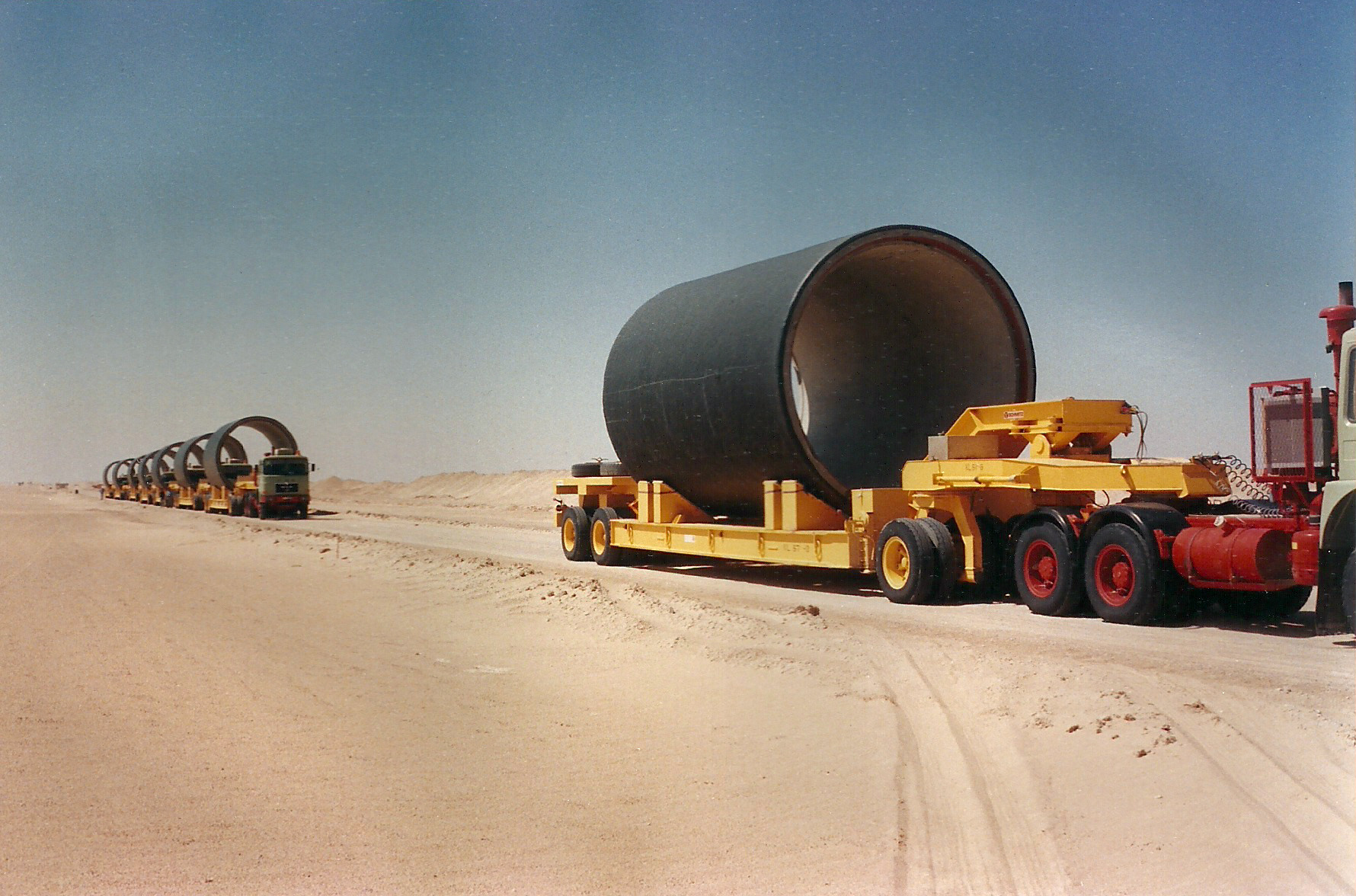
لوله‌های حمل و نقل

## تجارت ماورای صحرا

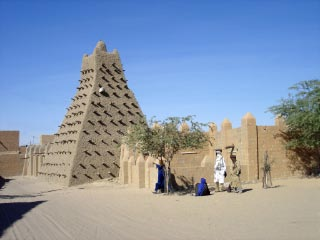
مسجد سَنکوره در تیمبوکتو

## ورود اسلام

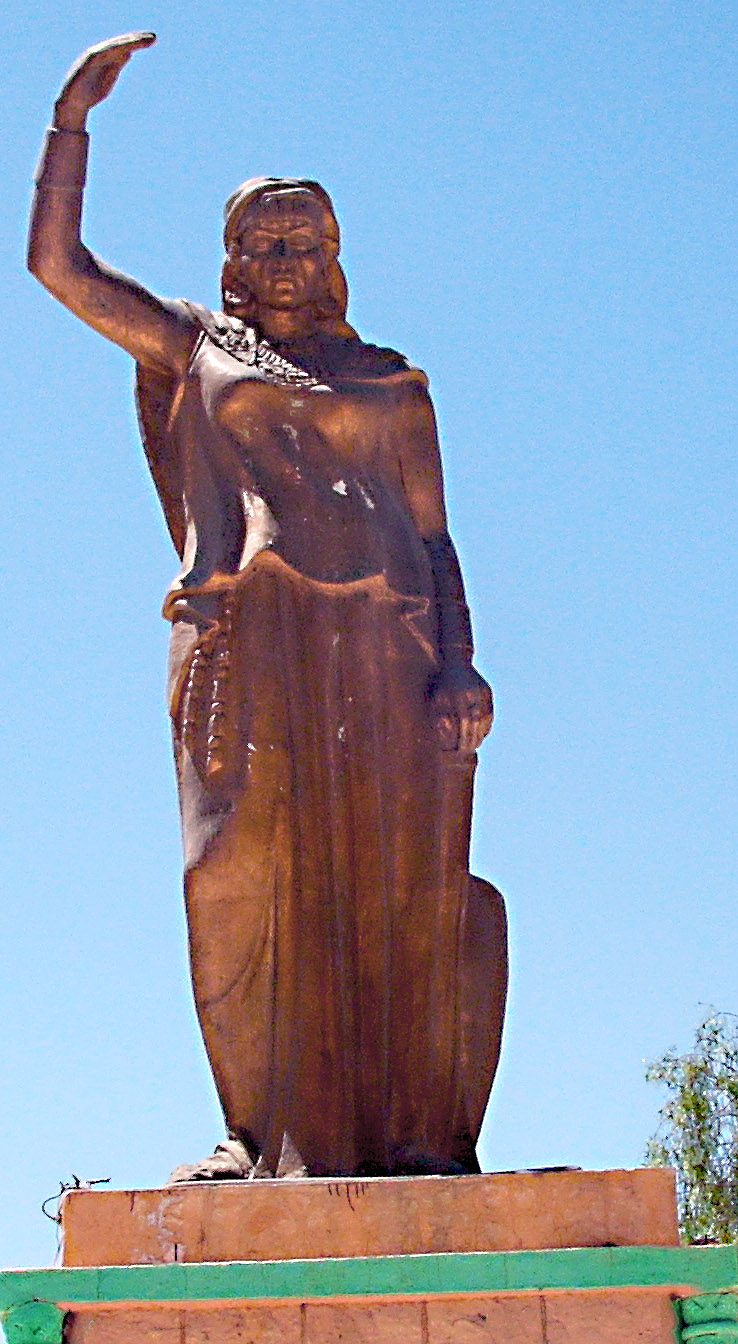
تندیس کاهنه در خنشله، الجزایر.